# شتيفان فاغنر
شتيفان فاغنر (بالألمانية: Stefan Wagner)‏ (17 أكتوبر 1913 - 6 نوفمبر 2002) هو لاعب كرة قدم نمساوي في مركز الدفاع. شارك مع منتخب النمسا لكرة القدم. أما مع النوادي، فقد لعب مع رابيد فيينا و1. سيميرينغر.

## وصلات خارجية
- ستيفان فاغنر على موقع قاعدة بيانات كرة القدم.إي يو (الإنجليزية)